# あま市美和歴史民俗資料館
あま市美和歴史民俗資料館（あましみわれきしみんぞくしりょうかん）は、愛知県あま市花正七反地1番地にある博物館。

## 歴史
1966年（昭和41年）、海部郡美和町が美和町立美和小学校の改築を行なった際に校舎の一部を美和町立美和中学校敷地内に移築し、1968年（昭和43年）4月に美和町郷土館として開館。
開館当時の収蔵品は民具・農具など約300点と古文書など約500点であったが、収蔵品の増加により展示が困難となったため現在地に施設を新築し、1983年（昭和58年）に美和町歴史民俗資料館として新たに開館。2010年（平成22年）3月、合併によってあま市が誕生したのに伴い、あま市美和歴史民俗資料館に改称した。

## 展示
「米づくりと昔のくらし」「郷土の歴史とくらしの道具」をテーマとした民俗資料の展示のほか、旧美和町域の考古遺跡からの出土品、また地元に残る条里制に基づく地名などに関する資料や、美和から出た戦国武将らの肖像画、さらに甘粕事件や二・二六事件を担当した陸軍法務官・小川關治郎に関する展示も行なわれている。

## 利用案内
- 開館時間 - 9:00～16:00
- 休館日 - 水曜日・木曜日・祝日及び年末年始（12月29日～1月3日）
- 入館料 - 無料

## アクセス
公共交通機関（鉄道）
- 名鉄津島線 木田駅から北へ徒歩で約10分。

自家用車
- 愛知県道126号の花正交差点を北進、次の角を左折して約200メートル。駐車場10台。